# Хассан Мохамед
Хассан Мохамед Хусаїн (араб. حسن محمد حسين, нар. 23 серпня 1962) — еміратський футболіст, що грав на позиції півзахисника за клуб «Аль-Васл», а також національну збірну ОАЕ, у складі якої був учасником кубка Азії 1988 року і чемпіонату світу 1990 року.

## Клубна кар'єра
На клубному рівні протягом 1989–1995 років грав за «Аль-Васл». 

## Виступи за збірну
Був гравцем національної збірної ОАЕ.
У складі збірної був учасником кубка Азії з футболу 1988 року в Катарі, а також чемпіонату світу 1990 року в Італії.